# أليكس بيدرسن
أليكس بيدرسن (بالدنماركية: Alex Pedersen)‏ هو مدير رياضي ‏ دنماركي، ولد في 15 نوفمبر 1966 في Ikast ‏ في الدنمارك.

## وصلات خارجية
- أليكس بيدرسن على موقع أرشيف الدراجات (الإنجليزية)
- أليكس بيدرسن على موقع إحصائيات الدراجات الإحترافية (الإنجليزية)